# أوسكار بوفيدا
أوسكار بوفيدا (بالإسبانية: Óscar Bóveda) هو مدرب كرة قدم ولاعب كرة قدم باراغواياني في مركز الهجوم، ولد في 17 مايو 1989 في أسونسيون في باراغواي. لعب مع ديبورتيس ماجالانز.

## وصلات خارجية
- أوسكار بوفيدا على موقع Soccerway.com (الإنجليزية)